# 1999年汪清地震
1999年汪清地震是指1999年4月8日发生于中华人民共和国吉林省延边朝鲜族自治州汪清县的深源地震。是次地震震中位于北纬43.607度、东经130.350度，地震规模为Ms 7.0级、MW 7.1级和Me 7.1级，震源深度约565.7千米。本次地震已被列入美国地质勘探局1999年显著地震列表。本次地震未造成人员伤亡。

## 地质构造
中国大陆的深源地震活动区的陆壳部分主要位于吉林省延边朝鲜族自治州境内，本次地震即发生在空间投影呈南北向的吉林珲春、东宁、延吉、穆棱、牡丹江深源地震群中的珲春－汪清深震区，是属于日本海深震带深入中国大陆的一部分。远离环太平洋地震带深入大陆边远地区的长白山天池火山和五大连池火山是中国大陆东部仅有的滨太平洋休眠火山，而深震活动又被认为与火山活动具有共生关系。
珲春－汪清深震区附近曾发生过多次深源地震，其中最为显著的是中国和朝鲜史料都有记载的发生于1597年10月6日的M≥8级的地震。由于这次地震的影响范围大，有感范围半径可达1800千米以上，所以曾被误以为震中位于渤海，直至21世纪初才被李裕澈等人确定本次地震的震中位置为中国东北部和朝鲜东北部一带。放眼于本次地震发生前一个世纪内，根据《中国地震简目》记载，从公元1905年起算近80年间，中国大陆东北地区先后共发生7级以上深震5次、6至6.5级深震9次，均属于上地幔地震活动。

## 机构反应
美国地质勘探局测定，1999年4月8日21时10分34秒左右，中国吉林省与黑龙江省边界处发生强烈地震。是次地震震中位于北纬43.607度、东经130.350度，地震规模为MW 7.1级和Me 7.1级，震源深度约565.7千米。中国地震台网测定的地震规模偏小，为Ms 7.0级。
中国吉林省、黑龙江省、辽宁省、内蒙古自治区以及河北有感，绝大部分烈度为Ⅲ至Ⅳ度（MMI），仅敦化、四平和伊通等部分地区的烈度可达Ⅴ度（MMI）。俄罗斯科学院认为，乌苏里斯克的烈度为Ⅲ至Ⅳ度（MSK），哈巴罗夫斯克、纳霍德卡、符拉迪沃斯托克的烈度为Ⅲ度（MSK），东京、本州岛北部和北海道南部的烈度为Ⅱ至Ⅲ度（MSK），布拉戈维申斯克、共青城和结亚等地烈度为Ⅱ度（MSK）。韩国气象厅认为首尔、仁川和金浦的烈度阶级为2（JMA），江陵、东海、龟尾等地的烈度阶级为1（JMA）。

## 地震分析
通过各机构所给出的各地烈度情况，李裕澈等人总结出本次地震的有感范围的最大半径为2000余千米，绝大多数地点的烈度为3度以下，仅少数地区（半径约200余千米）为5度。吉林省地震局吕政推定出本次地震的有感面积约为450000平方千米，有感范围的长轴走向为北东向。由于震源过深，一般情况下深源地震对地面无任何破坏作用。但对深源地震的研究，对于探索地震成因、板块构造及板块运动等地球动力学问题都有重要意义。部分地区地震台网速报使用的远震定位程序仅有几个深度模式，尚不能做到深远震的准确定位。但四川省地震局地震观测研究所的王碧澜通过程度遥测地震台网的16个子台站记录到的地震波形，尝试了一种计算机定位加人工修订深远震的方法，最终得到的修正结果与其他地震机构报告的参数十分吻合，完全满足了地震速报要求。这不仅实践和检验了计算机定位加人工修定方法的可行性，也使得程度遥测台网的记录图纸上第一次识别了中国大陆深震的震相。
本次地震的地下流体异常被认为十分可观，如前郭井的水位和氯离子在震前一年左右出现了趋势下降的异常情况。根据《中国地震分析预报方法指南》中规定的概念，吉林省地震局李富认为本次地震的前、中期异常以及远离震源区由于构造活动引起的异常，属场兆，是构造应力场作用的结果。基于本次地震和2002年汪清地震的研究，有学者推测出西太平洋板块和古老俯冲板块的深部脱水作用促使在东北地幔410 km深度附近产生了大范围的部分熔融。